# Битка при Поатие (1356)
Битката при Поатие на 19 септември 1356 г. е част от Стогодишната война между Англия и Франция.

## Воюващи страни
Английският престолонаследник Едуард Черния принц, който е герой от битката при Креси, съставя план за излизане от Бордо на английската армия, преминаване през Франция и съединяване край долината на река Лоара с армията на херцог Ланкастър. Френският крал Жан II Добрия събира 50-хилядна армия и бързо се появява край Лоара. С него са четиримата му синове, над 20 херцози и около 20-хилядна тежка кавалерия.
Англичаните не знаят за идването на французите, защото във времето на отстъпление на английската армия, французите се оказват отпред и им отрязват пътя. Малочислеността на английската войска, която не надвишава 10 хиляди души, разколебава Едуард и той предлага на французите да започнат мирни преговори, обещава да върне на Франция всички досегашни завоевания по време на войната и седемгодишен мир. Предложението му е отхвърлено, понеже французите са убедени в победата.

## Позиции
Френската армия заема равнината, а английската – височините в полетата на Мопертю, на две левги разстояние от Поатие. Мястото, където са разположени англичаните, е пълно с храсти и лозя. Едуард умело разполага стрелците си на предни позиции, а на хълма е оставена пехотата.
Битката започва с атака на френските рицари. Те обаче попадат под обстрела на английските стрелци, конете изпадат в ужас и хаосът сред рицарите е налице. Постепенно са принудени да бягат панически. Жан II се сражава храбро, но е взет в плен заедно със сина си Филип (бъдещ херцог на Бургундия).
Херцог Филип Орлеански ръководи втората линия на френската армия. След поражението, частта му се скрива зад третата линия войски, командвани от краля на Франция, Жан ІІ Добрия.

## Последици
Загива цветът на френското рицарство. Сред убитите са херцог Пиер I дьо Бурбон, конетабъл на Франция, епископът на Шалон, 16 барони и 2426 рицари. Общо Франция дава 8000 жертви, от които 5000 са убити по време на бягството си.
Плененият крал Жан II е отведен тържествено в Лондон (24 май 1357 г.). Сключено е двугодишно примирие. Наместник на краля става дофинът Шарл (бъдещ Шарл V).